# Daniel Oliveira
Daniel Oliveira (?, 22 augustus 1984) is een in Venezuela geboren, maar Portugees componist, basklarinettist en saxofonist. Hij is een zoon van het echtpaar António Ferreira de Oliveira, afkomstig uit Mamarrosa (Oliveira do Bairro), en Ana Maria da Silva Santos Oliveira, afkomstig uit Angola.

## Levensloop
Oliveira kreeg zijn eerste muzieklessen in de "Escola de Música" van de "Banda Filarmónica da Mamarrosa" bij Pedro Pacheco Tavares en Jorge Paulo Margaça Domingues (solfège) bij Sérgio Neves (basklarinet) en bij Mário Jorge Alves (tenorsaxofoon). Vanaf april 1999 is hij tenorsaxofonist in de "Banda Filarmónica da Mamarrosa" die onder leiding staat van Jorge Paulo Margaça Domingues. Vanaf 2000 studeert hij aan het Conservatório de Música de Aveiro de "Calouste Gulbenkian" in Aveiro. Dit studium heeft hij - zonder diploma - afgebroken en werd docent voor saxofoon aan de muziekschool van de "Banda Filarmónica da Mamarrosa". In 2005 heeft hij deelgenomen aan een cursus voor de opleiding van saxofoonkwarteten in de "Escola de Artes da Bairrada" in Troviscal (Oliveira do Bairro). 
Sinds 2006 is hij werkzaam als componist. Toen schreef hij een mars als titelnummer Homenagem ao Fundador voor een cd-opname van de "Banda Filarmónica da Mamarrosa" o.l.v. de nieuwe dirigent Fernando Ribeiro Lopes. Vanaf 2006 studeert hij opnieuw aan het conservatorium. In 2007 schreef hij twee verdere werken. Naast zijn muziekstudie studeert hij ook economie aan de Universidade de Aveiro. 

## Composities

### Werken voor banda (harmonieorkest)
- 2006 Homenagem ao Fundador, mars (opgedragen aan de oprichter: Manuel Plácido Simões dos Santos)
- 2007 São Geraldo, processiemars
- 2007 Dr. João Carvalho, mars
- 2008 Hora do Adeus, mars
- 2009 Os Amigos da Banda, mars
- São Simão, processiemars